# Sant'Agostino (Brunelleschi)
Sant'Agostino attribuito a Filippo Brunelleschi, è una delle statue argentee a tutto tondo della decorazione laterale destra dell'altare di San Jacopo della cattedrale di Pistoia, datati al 1400-1401.

## Descrizione
L'opera fa parte della decorazione laterale dell'altare che venne composta all'inizio del XV secolo da Lunardo di Mazzeo, Piero di Giovanni da Pistoia e i giovani delle loro botteghe, tra cui Brunelleschi stesso. Assieme alla statua a tutto tondo di San Giovanni evangelista e i due busti dei profeti Geremia e Isaia, sempre attribuite a Brunelleschi, sono le opere più antiche di Filippo che ci siano pervenute, oltre che l'unico saggio della sua arte di orafo, nella quale si applicò in gioventù.
L'opera è caratterizzata da un inedito vigore espressivo, soprattutto nel volto con la composizione "all'antica" dei riccioli della barba, inoltre dialoga sapientemente con lo spazio circostante: il santo è ritratto mentre regge un libro e, inclinandosi, si gira e guarda in alto a destra, verso il centro dell'opera dove si trova la statua di San Jacopo. Sebbene l'ancheggiatura e il disporsi ritmico delle pieghe del panneggio siano stilemi di influenza tardogotica, l'esecuzione è elegante e raffinata, e la struttura corporea ben modellata e salda, che sembra preannunciare altre opere giovanili come il San Pietro di Orsanmichele.